# International Headache Society
De International Headache Society (IHS, ofwel Internationale Hoofdpijn Vereniging) is een ideële organisatie uit het Verenigd Koninkrijk. Het is een organisatie die zich wereldwijd inzet voor patiënten met hoofdpijn en werd in 1981 opgericht door personen die via allerlei beroepen in contact kwamen met hoofdpijnpatiënten. De IHS is sinds 1995 erkend als goed doel en heeft inmiddels meer dan duizend officiële leden. De vereniging geeft het medisch tijdschrift Cephalalgia uit en organiseert om het jaar het International Headache Congress.
De vereniging heeft in 1988 criteria opgesteld voor het diagnosticeren en onderscheiden van de verschillende hoofdpijnsyndromen. Het bracht van deze wereldwijd gebruikte richtlijn in 2004 een herziene versie uit.